# (5790) Nagasaki
(5790) Nagasaki est un astéroïde de la ceinture principale.
Il a été ainsi baptisé en hommage à la ville de Nagasaki, au Japon.